# Desmatoneura nivea
Desmatoneura nivea är en tvåvingeart som först beskrevs av Rossi 1790.  Desmatoneura nivea ingår i släktet Desmatoneura och familjen svävflugor. Inga underarter finns listade i Catalogue of Life.